# 1922년 전국체육대회 개막식
1922년 전국체육대회 개막식은 일제강점기 조선 경기도 경성부에서 개최된 1922년 전국체육대회의 개막식이다. 1922년 2월 11일, 1922년 5월 20일, 1922년 10월 14일, 1922년 11월 23일에 경성중학 운동장, 배재고등보통학교 운동장, 보성고등보통학교 운동장에서 진행되었다. 1922년 전국체육대회는 종목별 대회가 별도로 개최되었기 때문에 개막식은 각 종목별로 따로 진행되었다.

## 개막식

### 축구 (2월)

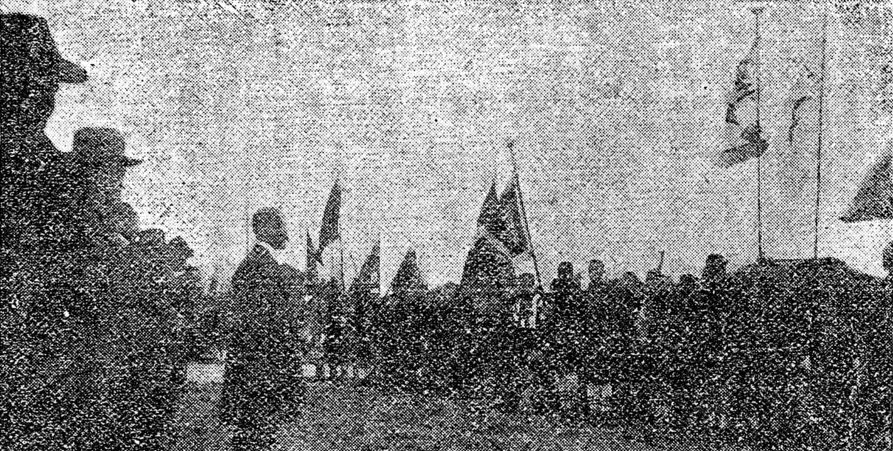
1922년 2월 11일에 진행된 개막식

축구 종목에 참가하는 선수단은 1922년 2월 11일 8시에 보성전문학교 운동장에 모여 휘문고등보통학교 악대를 선두로 경성중학 운동장으로 이동하며 개막 행사가 시작되었다. 선수단이 경성중학 운동장에 도착한 후 입장식을 진행한 후 첫 경기가 진행되었다.

### 정구
1922년 5월 20일 8시에 중학부 남자 단체 종목에 출전하는 선수단이 각 학교를 상징하는 깃발을 들고 입장식을 진행한 후, 조선체육회 회장인 고원훈의 개회사기 진행되었다.

### 야구

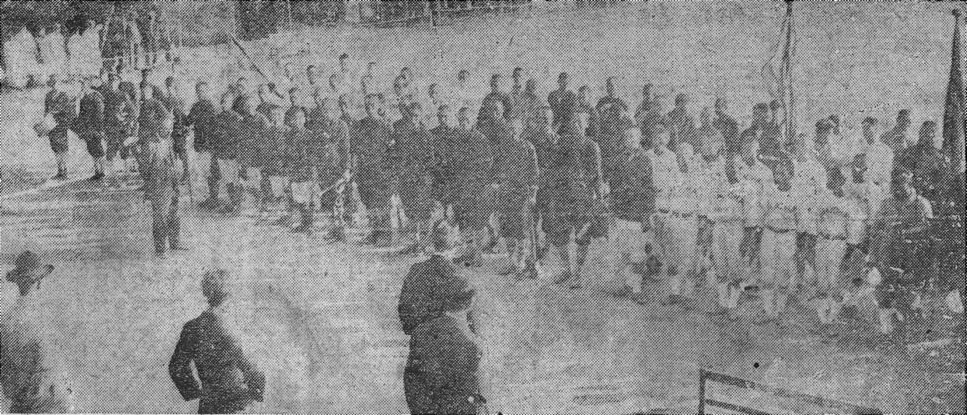
1922년 10월 14일에 진행된 개막식

1922년 10월 14일 7시에 조선체육회 사무실에 선수단이 모이기 시작하여 8시부터 악대를 선수로 선수단과 조선체육회 임원들이 종로, 황금정(오늘날 을지로), 대한문을 지나 배재고등보통학교 운동장까지 시가행진을 하며 개막 행사가 시작되었다. 8시 30분경부터 선수단 입장식을 진행하고, 조선체육회 회장인 고원훈의 개회사가 진행된 후, 이승훈의 시구식이 진행되었다.

### 축구 (11월)
1922년 11월 23일 7시에 조선체육회 사무실에 선수단이 모인 후, 8시부터 선수단과 조선체육회 임원들이 보성전문학교 악대를 선수로 종로, 황금정(오늘날 을지로)을 거쳐 배재고등보통학교 운동장까지 시가행진을 하며 개막 행사가 시작되었다. 선수단 입장식을 진행하고, 조선체육회 회장인 고원훈의 개회사가 진행된 후 9시 20분에 기념 화포가 발사된 후 첫 경기가 시작되었다.

## 참고 문헌
- “대한체육회 국내종합경기대회”. 대한체육회.
- “제3회 전국체육대회”. 대한체육회.
- 《대한체육회 50년》. 대한체육회. 1970. 2020년 11월 8일에 원본 문서에서 보존된 문서. 2022년 11월 5일에 확인함.
- 《대한체육회 70년사》. 대한체육회. 1990. 2020년 11월 8일에 원본 문서에서 보존된 문서. 2022년 11월 5일에 확인함.
- 《대한체육회 90년사》. 대한체육회. 2011. 2020년 11월 8일에 원본 문서에서 보존된 문서. 2022년 11월 5일에 확인함.
- 대한체육회 100주년 기념사업부 (2020). 《대한민국 체육 100년》. 대한체육회. 2023년 9월 21일에 원본 문서에서 보존된 문서. 2024년 6월 10일에 확인함.

## 같이 보기
- 1922년 전국체육대회
- 1922년 전국체육대회 폐막식